# هازلتون (بنسلفانيا)
هازلتون (بالإنجليزية: Hazleton, Pennsylvania)‏ هي مدينة تقع في مقاطعة لوزيرن (بنسلفانيا) بولاية بنسلفانيا في الولايات المتحدة. تبلغ مساحة هذه المدينة (كم²)، بلغ عدد سكانها 15020 نسمة في عام 2010 حسب إحصاء مكتب تعداد الولايات المتحدة.

## الموقع الجغرافي
الموقع الجغرافي للمناطق المحيطة بهذه النقطة هو كالتالي:

## أعلام
- تشارلي جوردن
- توم ديماركو
- جورج إيفانز
- جوديث جوي روس
- دون وايس
- ألفان ماركل
- توماس كينيدي
- ستيفن ديكاتور إنغل

## وصلات خارجية
- http://www.hazletoncity.org/
- The US50 - Cities and Towns in Pennsylvania State